# Rhum Saint-James
Le rhum Saint-James est un rhum agricole produit à la distillerie Saint-James à Sainte-Marie en Martinique (France). 

## Production
Depuis 1765, la distillerie Saint-James distille le rhum blanc agricole Saint-James à 40°, 50° et 55° et du rhum Élevé Sous Bois (ESB), d'abord à Saint-Pierre jusqu'en 1902, puis à Sainte-Marie. Ces rhums agricoles bénéficient d'AOC.

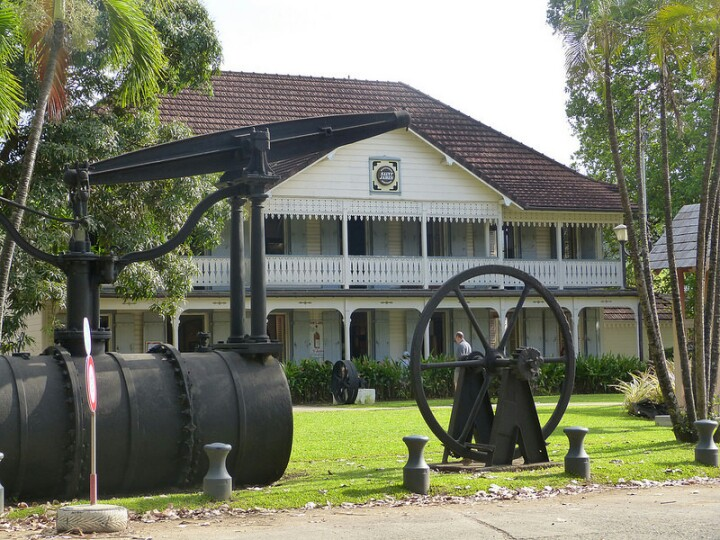
Maison de maître de la distillerie Saint-James à Sainte-Marie. Elle abrite aujourd'hui un musée du rhum.

### Rhum blanc agricole
- Saint-James Impérial Blanc 40° (70 cl) : Arômes de la canne à sucre fraîchement coupée, notes florales, fruitées et légèrement poivrées et épicées.
- Saint-James Royal Blanc 50° (70 cl)
- Saint-James Royal Blanc 55° (1 l)
- Saint-James Fleur de Canne 50° (70 cl) : rhum blanc produit exclusivement à partir de canne à sucre récoltée durant la saison sèche, ce qui lui donne un bouquet riche et fruité.

### Rhum Élevé Sous Bois (ESB)
- Saint-James « Rhum Paille »®[1] 40° 50° (70 cl-1 l) : élevé deux mois en foudres de chêne, il présente des notes évoluées de fruits secs de miels et de réglisse associées à de notes de sous bois.
- Saint-James Royal Ambré 40° 50° (70 cl-1 l) : élevé dix huit à vingt-quatre mois en foudres de chêne, le nez est rond et élégant et il présente des notes florales associées à des notes boisées et épicées typiques du vieillissement.
- Saint-James Rhum vieux 42° (70 cl-1 l) : un arôme capiteux et riche en mystère.
- Saint-James Rhum vieux hors d'âge 43° (70 cl-1 l) : assemblage de plusieurs rhums vieux entre 6 et 10 ans de vieillissement, le boisé domine avec des notes de cave à cigare et de sous-bois.